# Arndt-Eistert-reactie
De Arndt-Eistert-reactie of Arndt-Eistert-homologering is een chemische reactie, waarmee een carbonzuur wordt omgezet in een homoloog carbonzuur met één koolstofatoom meer. De reactie is genoemd naar de Duitse ontdekkers ervan, Fritz Arndt en Bernd Eistert.
De reactie bestaat uit een aantal stappen. Het algemene reactieschema is als volgt:
Eerst wordt het carbonzuur omgezet in het zuurchloride; dat kan gebeuren met thionylchloride. Daarna wordt een diazoketon gevormd door de reactie van het zuurchloride met een diazoverbinding, hier diazomethaan. Het diazoketon wordt dan omgezet met behulp van een zilver- of koper-katalysator tot een keteen (niet getoond in de figuur); dit is een Wolff-omlegging. Met water vormt dit keteen dan het homologe carbonzuur.
Diazo(trimethylsilyl)methaan is een veiliger alternatief voor het gevaarlijke en explosieve diazomethaan.